# Dombrot-le-Sec
Dombrot-le-Sec là một xã, nằm ở tỉnh Vosges trong vùng Grand Est của Pháp. Xã này có diện tích 18,89 kilômét vuông, dân số năm 1999 là 358 người. Xã này nằm ở khu vực có độ cao từ 357–485 m trên mực nước biển.
Dân địa phương tiếng Pháp gọi là Dombriciens.

## Biến động dân số
| 1962                                         | 1968 | 1975 | 1982 | 1990 | 1999 |
| -------------------------------------------- | ---- | ---- | ---- | ---- | ---- |
| 342                                          | 369  | 379  | 406  | 409  | 358  |
| Số liệu từ năm 1962: Dân số không tính trùng |      |      |      |      |      |